# Neoxorides collaris
Neoxorides collaris là một loài tò vò trong họ Ichneumonidae.